# Campionato belga di pallavolo maschile
Il campionato belga di pallavolo maschile è un insieme di tornei pallavolistici per squadre di club belghe, istituiti dalla federazione pallavolistica del Belgio.

## Struttura
- Campionati nazionali professionistici:

Liga A: a girone unico, partecipano nove squadre.
- Campionati nazionali non professionistici:

Nationale 1: a girone unico, partecipano 13 squadre.
Nationale 2: a due gironi, partecipano 24 squadre.
Nationale 3: a quattro gironi, partecipano 47 squadre.